# Tylopus topali
Tylopus topali är en mångfotingart som beskrevs av Sergei I. Golovatch 1984. Tylopus topali ingår i släktet Tylopus och familjen orangeridubbelfotingar. Inga underarter finns listade i Catalogue of Life.